# Lycaena svenhedini
Lycaena svenhedini is een vlinder uit de familie van de Lycaenidae. De wetenschappelijke naam van de soort is voor het eerst geldig gepubliceerd in 1935 door Nordström.